# Stuart Taylor (1974)
Stuart Taylor (Glasgow, 26 novembre 1974) è un allenatore di calcio ed ex calciatore scozzese, di ruolo centrocampista.

## Carriera

### Club
Ha giocato con St. Mirren, Airdrieonians, Falkirk, Partick Thistle, St. Johnstone, Ross County, Airdrie United ed Hamilton Academical.

## Palmarès
- Scottish First Division: 1

Hamilton Academical: 2007-2008